# Непентес
Непе́нтес, или Кувши́ночник (лат. Nepēnthes), — род насекомоядных растений монотипного семейства Непе́нтовые (Nepenthaceae).
Научное название рода взято из древнегреческой мифологии: оно образовано от названия легендарной травы забвения — непенф.

## Ареал
Большинство представителей рода произрастает в тропической Азии, особенно на острове Калимантан. На западе граница распространения рода достигает Сейшельских островов и Мадагаскара, а на востоке — Новой Гвинеи, Северной Австралии и Новой Каледонии. Несколько эндемичных видов произрастает на острове Палаван (непентес палаванский, непентес Леонардо, Nepenthes mira, Nepenthes gantungensis).

## Биологическое описание
Виды рода — большей частью кустарниковые или полукустарниковые лианы, произрастающие во влажных местообитаниях. Миксотрофы. Их длинные тонкие травянистые или слегка одревесневшие стебли взбираются по стволам и крупным ветвям соседних деревьев на десятки метров в высоту, вынося свои узкие конечные кистевидные или метёльчатые соцветия к солнечному свету.
Листья непентесов очередные, крупные, с хорошо выраженной выпуклой средней жилкой и более или менее оттянутой верхушкой. Наряду с обычными листьями развиты своеобразные кувшинчатые листья. У таких листьев нижняя часть черешка, ближайшая к стеблю, плоская, широкая и зелёная. Она выполняет функцию фотосинтеза. Далее черешок преображается в тоненький длинный усик, обвивающий ветку дерева-хозяина. На его конце, образованном пластинкой листа, висит кувшин для ловли насекомых, несколько напоминающий необычный яркий цветок. У разных видов непентеса кувшины различного размера, формы и расцветки. Их длина от 2,5 до 30 см, а у некоторых видов может достигать 50 см. Чаще кувшины окрашены в яркие цвета: красные, матово-белые, расцвеченные пятнистым рисунком или светло-зелёные с пурпуровыми пятнышками. На внешней, более выпуклой стенке кувшина имеется зазубренная оторочка. Верхний его край, загнутый внутрь, покрыт розовыми или лиловыми бороздками, между которыми течёт сладкий душистый нектар, выделяемый железистыми нектарниками.
Цветки мелкие невзрачные двудомные, актиноморфные и безлепестные, с четырьмя (иногда тремя) черепитчатыми чашелистиками.
Плод — кожистая коробочка, разделённая внутренними перегородками на отдельные камеры, в каждой из которых прикреплены к колонке семена с мясистым эндоспермом и прямым цилиндрическим мелким зародышем. Семена мелкие.

## Непентесы как симбионты и среда обитания
Установлены различные симбиотические связи между непентесами и различного вида млекопитающими.
Так, было обнаружено, что крупные непентесы (например, Nepenthes lowii) помимо поедания насекомых также пользуются помётом горной тупайи (Tupaia montana): зверьки этого вида забираются на растение, как на унитаз, чтобы полакомиться сладким нектаром. Ободок такого «туалета» не скользкий, а вся конструкция усилена, чтобы выдержать дополнительный вес. Растение, таким образом, пользуясь помётом животного в качестве удобрения, устанавливает с ним симбиотическую связь.
Ещё одним примером взаимовыгодных отношений служит взаимодействие растений вида Nepenthes hemsleyana, растущих на Калимантане, с летучими мышами вида Kerivoula hardwickii. Летучие мыши используют кувшины растений как место для сна: здесь их не донимают насекомые-паразиты, кроме того, здесь они не конкурируют за ночлег с другими рукокрылыми. Растения, как и в случае с горными тупайями, получают от животных богатые азотом фекалии.
В кувшинчиках калимантанских непентесов также размножаются миниатюрные лягушки рода узкоротых квакш: борнеоские узкоротые квакши (лат. Microhyla borneensis). Эта необычная среда обитания отражена в латинском синониме (по-научному называемом «младшим синонимом») названия данного вида животных — Microhyla nepenthicola, где nepenthicola в переводе с латинского означает «житель непентеса».

## Список видов
По информации базы данных The Plant List (на июль 2016), род включает 7 видов, ещё 247 названий видов имеют статус «Unresolved»:
- Nepenthes madagascariensis Poir.
- Nepenthes masoalensis Schmid-Hollinger
- Nepenthes mirabilis (Lour.) Druce
- Nepenthes montrouzierii Dubard
- Nepenthes × neglecta Macfarl.
- Nepenthes pervillei Blume
- Nepenthes vieillardii Hook.f.

Nepenthes clipeata является эндемиком Калимантана (растёт только на склонах горы Келам) и в настоящее время находится под угрозой исчезновения.
Непентес Раджа также является эндемиком Калимантана.

## В культуре

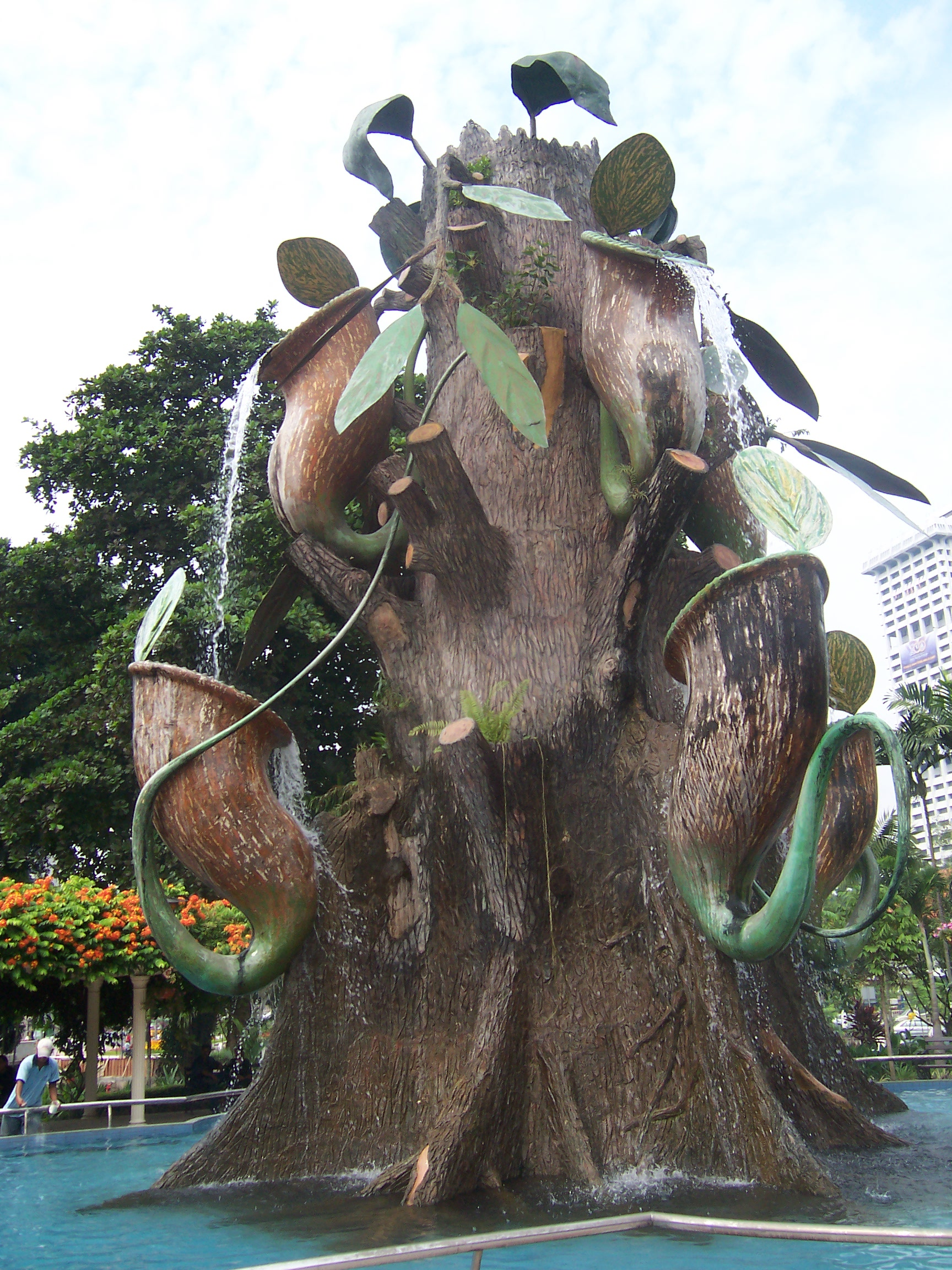
Фонтан в виде непентесов в центре Куала-Лумпура (Малайзия)

В комнатной культуре встречается редко, поскольку многие виды слишком велики для комнатных тепличек, а содержание растений на подоконниках часто невозможно из-за низкой относительной влажности воздуха в городской квартире.
Все непентесы по требованиям к температуре условно делятся на две группы — горные и равнинные виды. Для равнинных видов температура должна быть 30—34 °C в течение дня и +8 °C ночью. Горные предпочитают температуру в диапазоне 25—30 °C днём, около +10 °C ночью.
Специальные комплексные минеральные удобрения для орхидей или эпифитов можно использовать в очень слабой концентрации, наливая их непосредственно в кувшины 1—2 раза в месяц. Многие цветоводы вообще не используют удобрения.
Относительная влажность воздуха должна быть очень высокой, 60—90 %. При недостаточной влажности воздуха листья растений могут увядать на краях, и усики не будут успешно развиваться в кувшины.
Размножают черенкованием. Черенки срезают ниже листа. Укоренение производится при температуре не менее 25 °C. Субстрат — сфагнум. Основной уход заключается в поддержании высокой влажности воздуха, равномерной влажности субстрата и притенению от солнца. Укоренение происходит в течение 1—1,5 месяцев.
Укоренившиеся растения высаживают в корзинки для эпифитов или горшки. Состав субстрата: грубая листовая земля, древесный уголь и сфагнум. Поливают водой, не содержащей извести. Торфяную землю не применяют, так как она повышает кислотность, что вызывает пожелтение листьев.
Наиболее универсальный состав субстрата — смесь сфагнума и перлита (50:50).
На второй год делается обрезка. Побеги прищипывают над 5—6 листом, чтобы стимулировать развитие кувшинов. Окраска кувшинов лучше проявляется при содержании растений в условиях яркого освещения.
Пересадку растений производят ежегодно. Перед пересадкой производят обрезку побегов до хорошо развитой почки в его нижней части. Мелкие виды подходящие для содержания в маленькой комнатной теплице или террариуме: Nepenthes gracilis, Nepenthes bellii, Nepenthes glabrata.

## Разнообразие форм и окраски кувшинов непентесов
|  |  |  |

|  |  |  |

|  |  |